# Centerville (Minnesota)
Centerville è una città degli Stati Uniti d'America, situata in Minnesota, nella Contea di Anoka.
Fondata nel 1857, Centerville deve il suo nome per la sua posizione centrale tra la capitale di stato Saint Paul, Anoka e Stillwater.
La città si affaccia sull'omonimo lago e sul Lago Peltier. 
La popolazione è cresciuta enormemente negli anni Ottanta e Novanta, per poi subire un rallentamento nella crescita a partire dai primi anni del ventunesimo secolo che persiste ad oggi.